# Symphonie no 20 de Joseph Haydn
Pour les articles homonymes, voir Symphonie no 20.
La SSymphonie no 20 en do majeur Hob. I:20 est une symphonie du compositeur autrichien Joseph Haydn, composée en 1761 ou 1762.

## Analyse de l'œuvre
La symphonie comporte quatre mouvements :
1. Allegro molto, en do majeur, à 
, 177 mesures, sections répétées 2 fois : mesures 1 à 65, mesures 66 à 177
2. Andante cantabile, en sol majeur, à , 84 mesures, sections répétées 2 fois : mesures 1 à 36, mesures 37 à 84
3. Menuet (en do majeur) - Trio (en fa majeur), à 
, 54 mesures
4. Presto, en do majeur, à 
, 245 mesures (passage en do mineur entre les mesures 80 et 153)

Durée : 20 minutes
Introduction de l'Allegro molto :
La lecture audio n'est pas prise en charge dans votre navigateur. Vous pouvez télécharger le fichier audio.
Introduction de l'Andante cantabile :
La lecture audio n'est pas prise en charge dans votre navigateur. Vous pouvez télécharger le fichier audio.
Première reprise du Menuet :
La lecture audio n'est pas prise en charge dans votre navigateur. Vous pouvez télécharger le fichier audio.
Première reprise du Trio :
La lecture audio n'est pas prise en charge dans votre navigateur. Vous pouvez télécharger le fichier audio.
Introduction du Presto :
La lecture audio n'est pas prise en charge dans votre navigateur. Vous pouvez télécharger le fichier audio.
Début du passage en do mineur du Presto (mesure 80) :
La lecture audio n'est pas prise en charge dans votre navigateur. Vous pouvez télécharger le fichier audio.

## Instrumentation
- deux hautbois, un basson, deux cors, deux trompettes, timbales, cordes, continuo.